# راشکوویچه
راشکوویچه (به صربی: Raškoviće) یک منطقهٔ مسکونی در صربستان است که در سینیتسا واقع شده‌است. راشکوویچه ۱۶۴ نفر جمعیت دارد.